# Dashan (artist)
Dashan (kinesiska: 大山?, pinyin: Dàshān , ordagrant: "Stort berg") är det kinesiska artistnamnet taget av kanadensiska Mark Henry Rowswell som arbetar som en frilansande aktör i Folkrepubliken Kina. Han är relativt okänd i västvärlden, men räknas till den mest kända västerländska personligheten i Kinas medieindustri, där han intar en unik position som en utländsk medborgare som har blivit en äkta inhemsk kändis.
Dashan är känd för sin språkskicklighet i mandarin och majoriteten av hans TV-framträdanden är på kinesiska. 

## Historia

### Utbildning
Rowswell gick högstadiet i Nepean High School, Ottawa, Ontario. Han började studera kinesiska 1984 vid University of Toronto. Hans första kinesiska namn som han fick av sin lärare i Kanada var Lu Shiwei (路士伟). Efter examen från University of Toronto med en Bachelor of Arts i kinesiska studier 1988, belönades Rowswell med ett fullt stipendium för att fortsätta språkstudierna vid Pekinguniversitetet.

### Första tv-framträdande
Rowswell dök för första gången upp på kinesisk tv som värd för en internationell sångtävling i november 1988. Följande månad blev han inbjuden att framföra en komisk sketch vid CCTVs nyårsgala. Namnet "Dashan" kommer från karaktären Xu Dashan (许大山) som Rowswell spelade i sketchen. Ye gui (夜归) som sketchen hette gav honom stjärnstatus över en natt tack vare hans flytande kinesiska tal och framförande.

### Xiangsheng
Efter framträdandet som "Dashan" började han träna Xiangsheng, en traditionell kinesisk komediform med sin mentor, den kinesiska komikern Jiang Kun. I december 1989 blev Dashan den första utlänningen att formellt accepteras inom en strikt Xiangsheng hierarki som en medlem av den "nionde generationen", något som ledde till livliga diskussioner inom den kinesiska scenkonsten på den tiden. Xiangsheng har ibland kallats "komiska språkets konst" och betraktas i Kina som en svår form av scenkonst utom räckhåll för de flesta infödda talare, mycket mindre för en utlänning.
Under 1990-talet medverkade Dashan regelbundet i flera nationella och regionala TV-program över hela Kina för att framföra Xiangsheng, inklusive flera framträdanden i CCTV:s årliga nyårsfirande. Detta program är Kinas mest sedda med uppskattningsvis 900 miljoner till en miljard tittare. Medverkan i programmet har gett Dashan stor uppmärksamhet i hela Kina.